# باتريسيا بيرسون
باتريسيا بيرسون (بالإسبانية: Patricia Pearson)‏ هي صحفية مكسيكية، ولدت في 7 أبريل 1964 في مدينة مكسيكو في المكسيك.

## وصلات خارجية
- الموقع الرسمي